# Chrysolina quadrigemina
Chrysolina quadrigemina es un escarabajo de la familia Chrysomelidae.
Fue descrita científicamente en 1851 por Suffrian. Es nativa de Europa y África del norte.
Se alimenta de Hypericum perforatum y otros miembros de ese género de plantas. Esta planta se ha convertido en plaga invasora en Norteamérica y Australia. El escarabajo se ha introducido en estas regiones como control biológico en contra de la plaga.